# Acronicta furcifera
Acronicta furcifera är en fjärilsart som beskrevs av Achille Guenée 1852. Acronicta furcifera ingår i släktet Acronicta och familjen nattflyn. Inga underarter finns listade i Catalogue of Life.